# 莱恩考尔
莱恩考尔是德国莱茵兰-普法尔茨州的一个市镇。总面积3.25平方公里，总人口359人，其中男性184人，女性175人（2011年12月31日），人口密度110人/平方公里。